# Cascate del Serio
Die Cascate del Serio können mit einer Gesamthöhe von 315 m als dritthöchster Wasserfall in Italien gelten und als einer der höchsten in Europa. Er liegt wenig oberhalb der Gemeinde Valbondione in der Lombardei und wird gebildet durch den Fluss Serio.
Der Wasserfall besteht aus drei Stufen mit jeweils 166, 74 und 75 Metern Fallhöhe. Er befindet sich im obersten Val Seriana nicht weit von der Quelle auf einer Höhe von 1.750 m in den Bergamasker Alpen.  
Im Jahr 1931 wurde in der Nähe der Barbellino-Staudamm zur Stromerzeugung errichtet. Das Wasser des Serio wurde zum Barbellino-Stausee umgeleitet, als Folge fiel der Wasserfall trocken. Im Jahr 1969 vereinbarte die Gemeinde Valbondione mit der Stromgesellschaft ENEL eine zeitlich geregelte Öffnung des Wasserfalls. Die Wasserzuleitung erfolgt zu festgelegten Uhrzeiten für jeweils eine halbe Stunde an fünf Wochenenden in der Zeit von Juni bis Oktober. Die Zeiten können auf der Internetseite der Gemeinde Valbondione oder des Val Seriana eingesehen werden. 
Zur Entstehung des Wasserfalls sagt eine Legende, dass eine junge Frau im Dorf in einen Schafhirten verliebt war, der jedoch bereits ein anderes Mädchen liebte. Aus Eifersucht nahm die junge Frau das Mädchen gefangen und schloss es in eine Burg ein. Das arme Mädchen begann zu weinen. Der Tränenfluss war so stark, dass er den Wasserfall erschuf. 

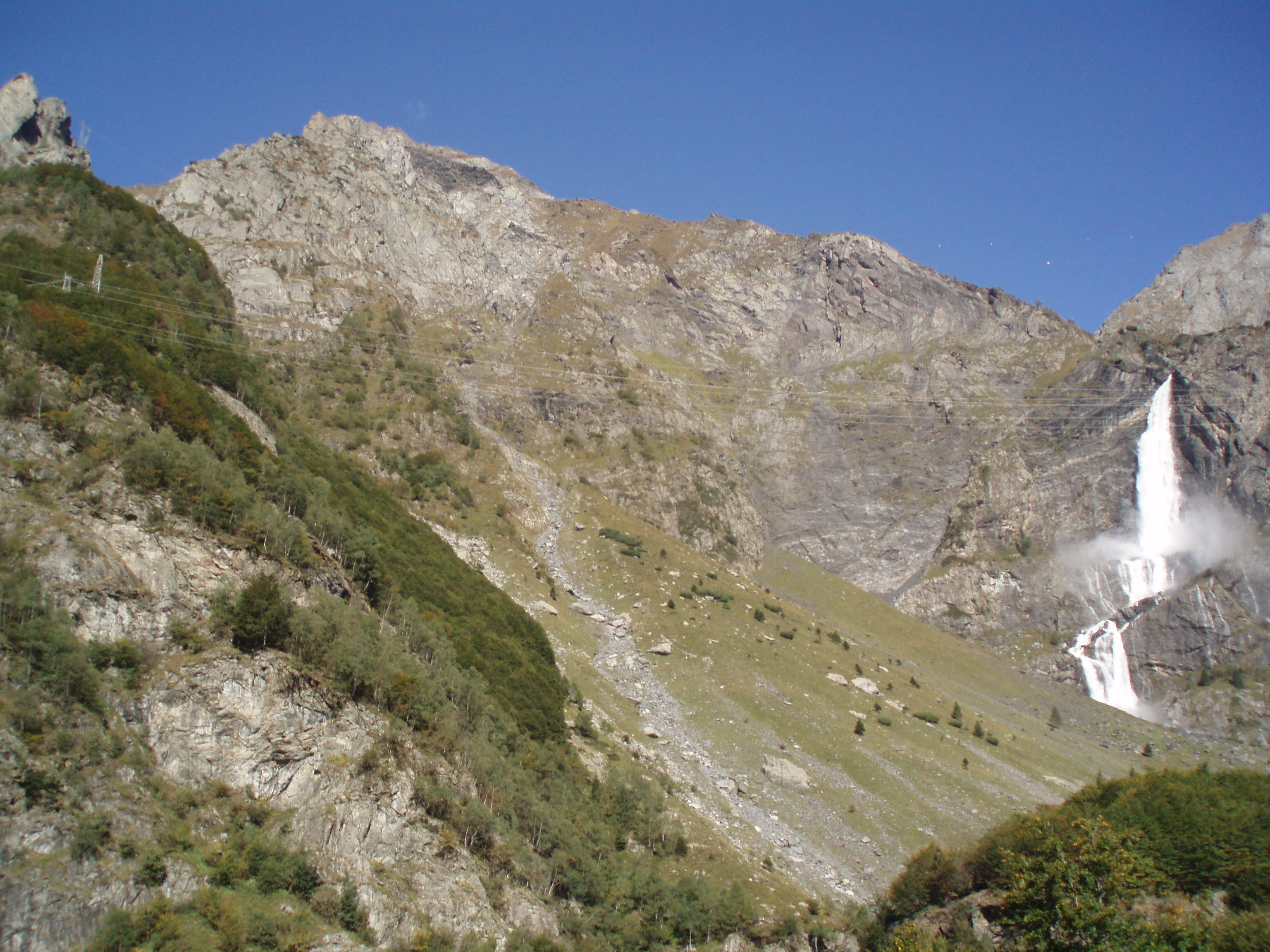
Die Bergwelt um den Wasserfall